# جان-كريستوف توماس
جان-كريستوف توماس (بالفرنسية: Jean-Christophe Thomas)‏ هو لاعب كرة قدم فرنسي في مركز الوسط، ولد في 16 أكتوبر 1964 في شالون أن شمباني في فرنسا. لعب مع أولمبيك مارسيليا وستاد رين ونادي سانت إتيان ونادي سوشو.

## وصلات خارجية
- جان-كريستوف توماس على موقع رابطة كرة القدم الفرنسية للمحترفين (الإنجليزية)
- جان-كريستوف توماس على موقع قاعدة بيانات كرة القدم.إي يو (الإنجليزية)
- جان-كريستوف توماس على موقع عالم كرة القدم.نت (الإنجليزية)